# 滝川工業
滝川工業株式会社（たきがわこうぎょう）は兵庫県加古川市に本社を構える産業機械メーカーである。1943年創業。

主力製品は以下の通り。
- 製鉄機設備（結束機、計数機分離設備、自動タグ付け機、段積装置など）
- 食品製造設備（スチーマー/蒸し機、オーブン、タワーコンベヤなど）
- その他産業機械（特殊設計専用機器など）
- 加工・組立請負（製缶加工、機械加工、組立荷役など）

## 事業所
- 本社工場：兵庫県加古川市平岡町中野211-1
- 加古川営業所：兵庫県加古川市金沢町1番地　神戸製鋼所内
- 厚木工場：神奈川県厚木市恩名5-4-27
- 東京営業所：東京都荒川区荒川1-50-10